# Xã Fahlun, Quận Kandiyohi, Minnesota
Xã Fahlun (tiếng Anh: Fahlun Township) là một xã thuộc quận Kandiyohi, tiểu bang Minnesota, Hoa Kỳ. Năm 2010, dân số của xã này là 335 người.